# 舒姆亞奇
49°11′1″N 22°59′8″E / 49.18361°N 22.98556°E
舒姆亞奇（烏克蘭語：Шум'яч）是烏克蘭西部利沃夫州的村莊，由桑比爾區圖爾卡市鎮負責管轄，始建於1553年，面積1.3平方公里，海拔高度655米，2001年該村落人口576。